# Nomi spagnoli
La lingua spagnola ha nomi che esprimono oggetti concreti, gruppi e classi di oggetti, qualità, sentimenti e altre idee astratte. Tutti i nomi hanno un genere grammaticale convenzionale. I nomi numerabili si declinano per numero (singolare e plurale). Tuttavia, la divisione tra nomi innumerabili e numerabili è più ambigua per esempio rispetto a quella tedesco.

## Genere
Similmente all'italiano, tutti i nomi spagnoli hanno uno dei due generi grammaticali: maschile e femminile (in massima parte convenzionali, vale a dire, arbitrariamente assegnati). La maggioranza degli aggettivi e pronomi e tutti gli articoli e participi, indicano il genere del nome a cui si riferiscono o modificano, vale a dire concordano con il nome, in modo del tutto simile all'italiano.
Per esempio la frase "I tavoli grandi sono più graziosi" ha come equivalente spagnolo Las mesas grandes son más bonitas, in cui tutte le parole concordano con il genere (e numero) del nome. Il sostantivo, mesa ("tavolo"), è femminile nello spagnolo. Di conseguenza, l'articolo deve essere anche femminile, e così è richiesto la al posto di el. Ovviamente, mesas, essendo al plurale, vuole l'articolo las. I due aggettivi, se posposti al nome o dopo il verbo, devono "concordare" anche con il nome. L'aggettivo grande essendo invariabile nel genere, prende un marcatore plurale: grandes. L'aggettivo bonito dovrà concordare per genere e numero, perciò abbiamo bonitas onde adeguarlo a mesas. Come si vede, nello spagnolo la concordanza è del tutto simile all'italiano.

### Genere del nome
In generale, la maggior parte dei nomi che termina in -a, -ción / -sión e -ad sono femminili; il resto, di solito terminanti in -o o per consonante, sono maschili.
I nomi sono raggruppati nelle seguenti categorie:
- Riferiti a persone e alla maggioranza degli animali domestici:
  - Nomi declinabili. La forma femminile aggiunge a o sostituisce la vocale finale con a, per es. el profesor/la profesora, el presidente/la presidenta, el perro/la perra. Spesso, i nomi che si riferiscono alle posizioni tradizionalmente tenute da uomini sono declinabili.
  - Nomi invariantivi (detti in spagnolo sustantivos de género común). La forma femminile e quella maschile sono identiche: el artista/la artista, el testigo/la testigo, el estudiante/la estudiante.
  - Nomi promiscui, con un unico genere grammaticale. Il nome ha un genere fisso, al di là del sesso della persona: el personaje, la visita.
- Riferiti ad alcuni animali selvatici e domestici:
  - I nomi dove gli animali dei due sessi hanno parole differenti: el toro/la vaca, el caballo/la yegua. Ciò succede anche per alcuni nomi riferiti al rapporto di parentela: padre/madre, hombre/mujer, yerno/nuera...
  - Nomi ambigenere. Il genere del nome è fisso e il sesso viene indicatato da macho (maschio) o hembra (femmina). Esempi: la jirafa macho, la jirafa hembra, el rinoceronte macho, el rinoceronte hembra.
- Riferiti a cose:
  - Maschile, per es. el pan.
  - Femminile, per es. la leche.
  - Nomi vacillanti (chiamati sustantivos ambiguos in spagnolo) accettano entrambi i generi, e.g. linde ('frontiera') e testuz ('fronte dell'animale'). Esiste una certa esitazione nel definire il genere della parola Internet, che oscilla tra il maschile, come altri prestiti linguistici dall'inglese, e il femminile. Mentre azúcar ('zucchero') può essere maschile con el, femminile con la, o (stranamente) femminile con el (forse una vestigia dell'antico spagnolo, in cui l'articolo determinativo singolare era invariabilmente el davanti a nomi inizianti con a-, senza tener conto del genere e dell'accento). Similmente all'italiano, lo spagnolo è prevalentemente una lingua basata sul maschile. Come tale, il determinate sembra andare al maschile nell'uso standard: el, este, ese, tanto, specialmente quando riferito a casi dove il genere non è specificato. Ogni aggettivo concordante con esso è di solito maschile in Spagna e femminile in America Latina: el azúcar moreno o blanco / el azúcar negra o rubia. Mar ("mare") è normalmente maschile, ma in poesia e nella parlata marinara è femminile. Arte è maschile al singolare e femminile al plurale, benché possa essere femminile al singolare, quando ha il significato di "forma d'arte" e maschile al plurale nell'espressione los artes de pesca, "attrezzatura da pesca".
  - C'è un tipo di parole con il suono /a/ iniziale accentato, come agua ("acqua"), che le fanno sembrare ambigue nel genere, senza che lo siano. Tali parole prendono nella forma singolare l'articolo maschile, il determinativo (el) o l'indefinito (un); prendono inoltre i modificatori singolari algún (invece di alguna) e ningún (al posto di ninguna), quando questi modificatori precedono il nome. Fra tali parole ci sono el alma / un alma ("anima"), el ala / un'ala ("ala"), el águila / un águila ("aquila"), e el hacha / un hacha ("ascia"). Sono anch'esse femminili e, come tali, prendono i modificatori femminili (tranne in quei casi precedentemente menzionati) nelle forme sia maschile che plurale, e prendono articoli femminili nella forma plurale come per es. in las aguas frías.
  - Talvolta, come succede anche in italiano, due omonimi differiranno nel genere, per es. el capital ("il capitale") e la capital ("la capitale"); el cura ("il curato") e la cura ("la cura").

### Determinare il genere dalle terminazioni
I nomi terminanti in -o sono maschili, con la sola singolare eccezione della parola mano ("mano", femminile anche in italiano); -a è tipicamente femminile, con notevoli eccezioni; altre vocali o consonanti sono più spesso maschili, ma molte sono femminili, particolarmente quelle riferite a donne (la madre) o terminanti in -ción/sión, -dad/tad, -ez (la nación, la televisión, la soledad, la libertad, la vejez).
Un piccolo gruppo di parole di origine greca e terminanti in -ma, "-pa", o "-ta" sono maschili: problema, lema ("lemma, massima"), tema, sistema, telegrama ("telegramma"), mapa ("mappa, carta geografica"), poeta, planeta ("pianeta"), ecc.
Le parole terminati in -ista si riferiscono a una persona che può di solito essere ambigenere: el artista, la artista. Lo stesso vale per i nomi terminanti in -ante o -ente, sebbene vengano usate talvolta forme femminili isolate terminanti in -a.
Le parole prese dalle lingue straniere possono:
- prendere il genere che hanno nella lingua originale, e il neutro casomai farlo diventare maschile (come succede per i nomi inglesi)
- prendere il genere per similitudine con le terminazioni spagnole (per es. la Coca-Cola dato che termina in -a)
- utilizzare il genere della parola spagnola più strettamente ad essa relazionata (per es. la Guinness a causa di la cerveza)

### Genere dei nomi propri

#### Nomi di persona
Il nome di persona concorda con il sesso della persona a cui si riferisce, anche se la sua terminazione potrebbe trarre in inganno:
- Chema es guapo
- Amparo es guapa

In questo caso l'aggettivo nominale che segue la copula ne specifica il genere effettivo.

#### Nomi di insediamenti
L'impiego di nomi per la toponomastica è alquanto variegato. Possiamo così:
- trovare il femminile, nei nomi che terminano -a, altrimenti saranno maschili:
  - la Barcelona de Gaudí
  - el Londres de Dickens
- farli concordare con il nome sottostante el pueblo o la ciudad
  - Nueva York (città)
  - la antigua Cartago (città)
  - Fraga es pequeño (villaggio/piccola cittadina)
- trovare il maschile: (tale uso potrebbe sembrare inesatto ad alcuni parlanti)
  - Barcelona no es pequeño
  - Londres no es pequeño

Con esempi come New York, Nueva è una parte fissa del nome e non può essere resa maschile, mentre New Mexico viene tradotto con Nuevo México ed è considerato maschile, poiché México è un nome maschile.

#### Fiumi
I fiumi sono maschili a causa del nome sottostante maschile río. Ciò sembra possa derivare dalle credenze degli antichi romani nel vedere i fiumi (amnes) come divinità maschili. Localmente, alcuni fiumi possono essere femminili ma, secondo la norma generale, vengono sempre ritenuti corretti al maschile.
- el [río de la] Plata = "il Fiume della Plata" (letteralmente "il fiume dell'Argento")
- el [río] Támesis = "il fiume Tamigi"
- el [río] Tajo = "il fiume Tago"
- el [río] Colorado = "il fiume Colorado" (letteralmente "il fiume Rosso")
- el [río] Cinca / la Cinca = "il fiume Cinca" (nei Pirenei Aragonesi)

### Vestigia del genere neutro
Mentre lo spagnolo ha di solito due generi, il suo antenato, il latino, ne aveva tre. Oggi, la transizione da tre a due generi è in massima parte completata; tuttavia, possono essere rintracciate le vestigia di un genere neutro, come aveva notato Andrés Bello nella sua opera sulla grammatica dello spagnolo latino americano.
In particolare, questo viene osservato in pronomi come esto, eso, aquello ed ello, i quali sono rispettivamente le forme neutre di este, ese, aquel ed él. Queste parole corrispondono all'italiano "questo", "codesto", "quello" (più comune di aquello), e "lui" (o "egli"). In più, la parola lo, solitamente maschile, può essere considerata neutra in alcune circostanze, ed essere a volte utilizzata al posto di el, in quanto forma neutra dell'articolo "il", come in lo mismo, "lo stesso". Bello rileva inoltre che parole come nada, poco, algo e mucho possono essere utilizzate come neutri in alcuni contesti.
Le forme neutre come esto si sono conservate perché, diversamente dalla maggior parte dei nomi latini, la differenza tra maschile e neutro per questi pronomi non dipendenva dalla consonante finale. Per esempio, la maggioranza dei singolari neutri latini della seconda declinazione nel caso nominativo terminavano in -um, l'equivalente non-neutro spesso terminante in -us. Quando le consonanti finali in queste terminazioni caddero, si ebbe come risultato la vocale -u finale per entrambi che nello spagnolo (e anche in italiano) diventa -o. Tuttavia, la parola latina iste aveva per neutro istud; nella lingua spagnola la prima divenne este e la seconda esto.
Un altro segno in merito al fatto che lo spagnolo una volta avesse avuto un neutro grammaticale si trova in parole derivanti dai plurali neutri. In latino, il plurale neutro terminava in -a, e così nello spagnolo odierno le parole che ne sono risultate vengono "interpretate" come femminile singolare, e prendono forme verbali singolari.

## Numero
Ci sono due numeri grammaticali: singolare e plurale. La forma singolare è quella trovata nei dizionari (forma di base). Il plurale viene indicato nella maggioranza delle parole tramite l'aggiunta di -s (se la forma di base termina per vocale) o altrimenti -es. Da notare che la y finale in parole come rey, benché foneticamente vocale, conta come consonante (rey → reyes). L'aggiunta di -es ad alcuni nomi produce mutamenti in posizione tonica, per cui può perdersi il segno accentuativo (canción → canciones), o anche aversi una mutazione fonico-grafica nel tema terminante in -z (lápiz → lápices).
Il genere maschile viene usato per le forme plurali laddove i sessi sono misti (modalità inclusiva): los niños, grammaticalmente maschile, può significare "i bambini" o "i ragazzi". Il genere femminile è esclusivo al plurale: las niñas = "le bambine". Quando il sesso maschile necessita di essere indicato in modo esclusivo al plurale, vengono utilizzate frasi come los niños varones. Le femministe (così come spesso vengono ritratte nella satira) cercano di rovesciare il modello grammaticale con espressioni come las personas humanas jóvenes varones (le persone umane giovani maschi).
Alcune parole sono formalmente sempre grammaticalmente plurali: pantalones "pantaloni", tijeras "forbici". Queste parole, in molti dialetti, hanno le loro forme al singolare: pantalón, tijera.
Come in italiano, nelle espressioni con un determinante indefinito sono impiegate le forme singolari.
- Si hay algún árbol, lo derribaremos = "Se c'è qualche albero, lo abbatteremo"
- Por cualquier medio = "Con ogni mezzo"

Le forme di ninguno ("no") prendono sempre sintagmi nominali singolari, anche laddove potrebbe essere intesa una pluralità:
- Ningún obstáculo se interpone = "Nessun ostacolo si interpone", "Non ci sono ostacoli sul nostro cammino"
- No vi a ninguna mujer = "Non vidi nessuna donna"

Il determinante cualquiera ha una forma plurale (cualesquiera), ma non viene usato al di fuori di contesti tecnici o formali.

## Diminutivi, accrescitivi e suffissi
Per formare nuovi nomi, gli aggettivi e i sostantivi spagnoli possono usufruire di un gruppo molto abbondante di suffissi, i quali possono modificare leggermente il significato, oppure crearne talvolta uno completamente nuovo.
La maggior parte dei comuni sottogruppi di tali suffissi sono i diminutivi (e vezzeggiativi), che veicolano l'idea di piccolezza, delicatezza, ecc.. Il suffisso maggiormente usato come diminutivo è -it- (accrescitivo -ot-), aggiunto alla radice del nome, che prende la concordanza con il genere e il numero.
- planta → plantita / plantota  ("pianta" → "pianticella" / "pianta grande")
- vaso → vasito / vasote ("bicchiere" → "bicchierino" / "bicchierone")
- niño → niñito / niñote ("bambino" → "bambinello" / "bambinone")

In altri casi, questa terminazione può essere peggiorativa (o sarcastica).
- señor → señorito ("signore" → "signorino")
- señora → señorita ("signora" → "signorina"))

Quando la parola non termina per vocale, il suffisso -it- diventa -cit- per i diminutivi, se la parola termina per lettera diversa da "-o" o "-a" atona. Viene aggiunta dunque la terminazione appropriata onde far concordare genere e numero:
- botón → botoncito / botonote
- Carmen → Carmencita
- mamá → mamita, mamacita
- madre → madrecita

Questo suffisso viene leggermente modificato, quando la parola primitiva termina in z. Dato che z e c dolce rappresentano lo stesso suono nello spagnolo, una e epentetica viene inserita (da notare il mutamento ortografico): pez → pececito / pecezote. Non vi è nessuna regola fissa, quando la parola primitiva termina in altra consonante: azúcar → azuquítar o azuquita / azucota.
Quando le parole terminano in -s o -te, esistono vari approcci.

### Diminutivi idiomatici
La scelta del diminutivo è spesso un indizio di dialetti regionali e dell'influenza delle lingue romanze coesistenti. I parlanti acculturati, che userebbero -ito / -ita o nessun diminutivo nel linguaggio più formale, possono usare forme locali, quando desiderano esprimersi in un modo più amichevole o colorito, talvolta prendendo in prestito un diminutivo della regione.
Così, invece dello standard -ito, possiamo trovare:
- -illo / -illa specialmente in Andalusia (’quillo per chico è una tipica interiezione di Cadice).
- -ico / -ica in Aragona, Navarra, Murcia, Andalusia orientale, parti della Comunità Valenzana, ...
  - Una variante di questo diminutivo viene usata in molte nazioni latino-americane, ma solo per nomi terminanti in -to, -ta o -te, mentre in altri nomi viene utilizzata la suffissazione con -ito / -ita.
- -ín / -ina o -ino / -ina nello spagnolo parlato nelle Asturie, come nell'asturiano o bable.
- ín / -ina nello spagnolo parlato a León (lingua leonese).
- -iño / -iña nello spagnolo parlato in Galizia (lingua galiziana).
- -uco / -uca in Cantabria.
- -eto / -eta in Aragona.
- -ete / -eta, possibilmente dal catalano, in molta parte della Spagna orientale.
- -uelo / -uela.

Nelle forme fossilizzate, tali suffissi possono essere trovati in parole standard, come puerta → portillo, burro → borrico, Venecia → Venezuela, paño → pañuelo, calle → calleja → callejuela ecc.
Talvolta vengono impiegati suffissi di diverso tipo, allorché se ne usano più di uno:
- chico → chiquito → chiquitillo ecc.

C'è il rinomato tango chiamato De chiquilin te miraba de afuera...

### Altri suffissi
Oltre ad essere un'alternativa andalusa (specialmente a Siviglia) a -ito, il suffisso -illo è anche un diminutivo speciale che dà una sfumatura di significato come "uno strano tipo di...". Viene inoltre usato per creare nuovi nomi:
- palo "palo" → palillo "stuzzicadenti"
- bolso "borsetta" → bolsillo "tasca"
- guerra "guerra" → guerrilla "guerriglia"

Un esempio dello stesso fenomeno, ma tramite l'uso di un accrescitivo, è -ón:
- soltero "scapolo" → solterón "scapolo impenitente"
- soltera "nubile" → solterona "zitella"
- puerta "porta" → portón "portone"

Un altro suffisso che può denotare un colpo di o fungere da accrescitivo è -azo:
- puerta ("porta") → portazo ("colpo creato sbattendo la porta")
- mano ("mano") → manotazo ("un colpo dato con la mano")
- cacerola ("casseruola") → cacerolazo ("un colpo con la casseruola" o "grande casseruola", anche figurativamente l'omonima forma di protesta)
- Caracas (Caracas, capitale del Venezuela) → Caracazo (il "Caracazo", la violenta protesta del 27 febbraio del 1989)
- derecha ("mano destra") → derechazo (un "colpo inferto con la mano destra" per picchiare qualcuno, o un "passaggio a destra con la muleta" durante la corrida)
- flecha ("freccia") → flechazo ("colpo di freccia" / "ferita da freccia", o figurativamente "amore a prima vista")